# Epitola subgriseata
Epitola subgriseata är en fjärilsart som beskrevs av Jackson 1964. Epitola subgriseata ingår i släktet Epitola och familjen juvelvingar. Inga underarter finns listade i Catalogue of Life.